# Colastes pahangensis
Colastes pahangensis är en stekelart som beskrevs av Sergey A. Belokobylskij 2000. Colastes pahangensis ingår i släktet Colastes och familjen bracksteklar. Inga underarter finns listade i Catalogue of Life.